# La Trânta
La Trânta est un sport de combat au corps à corps entre deux ou plusieurs personnes non armées, qui cherchent à se faire chuter. La trânta est un sport ressemblant à la lutte gréco-romaine, ayant ses origines pendant la période dace et est actuellement pratiqué en Roumanie et en Moldavie. Dans ce dernier pays, la trânta est considéré comme un sport national.
La zone d'expansion de la trânta a été large, ayant des caractéristiques propres à la zone de pratique. Les formes les plus connues de la trânta sont : 
- lupta ciobănească (lutte du berger) ;
- lupta oltenească sau de curea (cu sau fară piedică) (lutte olténien ou avec ceinture (avec ou sans croche-patte)) ;
- lupta dreaptă cu apucare în cruce (lutte droite avec saisie en croix) ;
- lupta cu fixarea brâului (lutte avec la fixation de la ceinture) ;
- lupta cu piedică (lutte avec croche-patte).

## La description
Dans diverses variantes, la trânta comprend des procédures simples telles que saisir les bras, la taille, le corps, le cou ou les jambes, jeter sur l'épaule, la hanche ou le dos, etc., ainsi que des procédures combinées, à l'exclusion des procédures douloureuses. Le combat dure quatre minutes pour les juniors et six minutes pour les adultes ou s'arrête à douze points de différence entre les lutteurs. Il est interdit de frapper l'ennemi tombé, le combat étant arrêté jusqu'au retour de l'adversaire. En 1960 « la lutte sous forme de lutte droite avec saisie en croix... a été introduite dans le concours de sports pour les jeunes en Roumanie et depuis 1968 il a commencé à avoir lieu le Campionatul Național Sătesc de Trântă (championnat national de Trântă des villages), doté de la coupe U.T.C. dans le cadre des activités sportives de masse sous ediga Daciadei ». Depuis 1985, « appréciant les effets positifs de la pratique de la  trântă sur le corps, ainsi que les compétences des jeunes des villages dans la pratique de ce sport national, le ministère roumain de l'Éducation a décidé d'introduire la  trântă dans le programme scolaire d'éducation physique en milieu rural, dans les classes de cionquième, quatrième, troisquième et seconde ». La dernière édition du Campionatul Național Sătesc de Trântă en Roumanie a eu lieu en 1989. En outre, la trântă faisait partie du programme scolaire de la RSS de Moldavie, et actuellement en République de Moldavie, la trântă est l'un des événements de base de la compétition sportive organisée au patron des localités, mais aussi durant la journée du sport, où les gagnants sont récompensés avec des béliers et des coqs vivants.

## Dans la culture
Début 1968, le réalisateur moldave Anatol Codru (ro) réalise le film documentaire Trânta (en russe Трынта) qui raconte les traditions du sport national moldave. Le film a été tourné au studio Moldova-Film (en), en RSS de Moldavie et était le premier travail de réalisation d'Anatol Codru.
La même année, le film remporte le premier prix de réalisation au Festival du film de Minsk et devient en 2012 lauréat du Festival international du film sportif Krasnogorski à Moscou.